# Tino rangatiratanga

Tino Rangatiratanga o bandera del movimiento soberanista maorí.

En la cultura maorí de Nueva Zelanda, Tino rangatiratanga ( /'tino 'ɾaŋatiɾaˌtaŋa/) es un concepto de varias interpretaciones aunque generalmente se entiende como la soberanía del pueblo maorí. El término ya aparece en el Tratado de Waitangi de 1840, un acuerdo entre la monarquía británica y los rangatira (jefes) maoríes clave en la historia de Nueva Zelanda, pues supuso el principio de la colonización británica.
«Tino rangatiratanga» también es el nombre de la bandera creada en 1990 para representar a dicho movimiento.

## Terminología
Debido a la ambigüedad o polisemia del término, Tino rangatiratanga puede tener varias traducciones posibles. En la redacción del tratado, significa «la mayor autoridad» o «la intención de la Reina de otorgar el control completo a los rangatira de acuerdo con sus costumbres» (caciquismo). En el inglés neozelandés se lo traduce como absolute sovereignty, es decir soberanía absoluta. Pero también se puede interpretar como autodeterminación, autonomía o independentismo maorí. Está formado por los siguientes léxicos:
- Tino: como sustantivo se puede traducir como «esencialidad», «yo» o «realidad». En este caso se usa como adjetivo del nombre y su uso es de intensificador, por lo que se puede traducir como «muy», «bastante», «exacto» o «verdadero».[4]

- Rangatira: (lit. «persona bien criada») como sustantivo significa «jefe», líder (femenino o masculino) de una iwi o hapū, o «mando», «autoridad». También se puede traducir como adjetivo: ser asertivo.

- -tanga: sufijo nominalizador, indica que la palabra sea un nombre abstracto que se refiere a la calidad o los atributos de ésta.

## Tino rangatiratanga en el Tratado de Waitangi

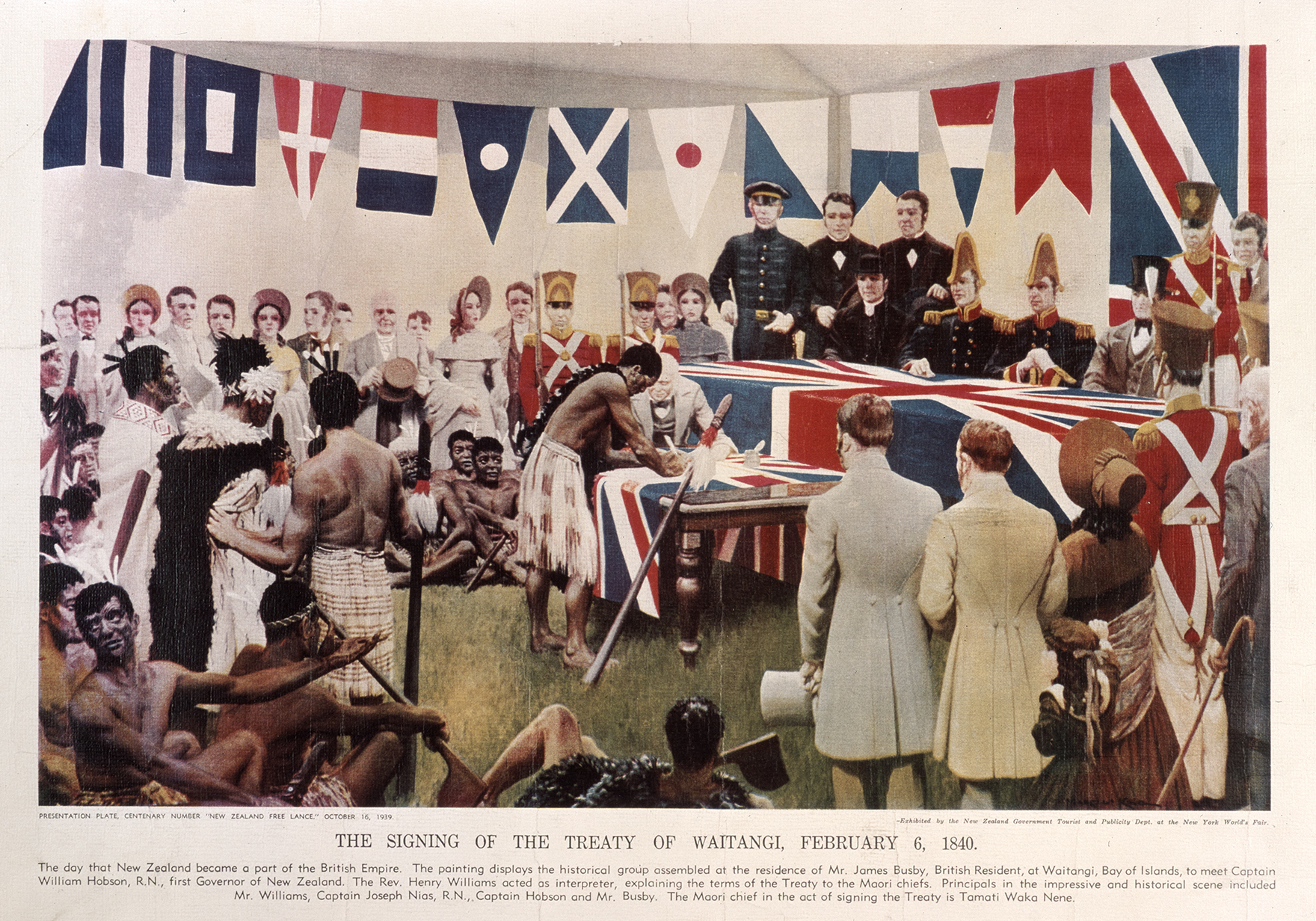
Firma del Tratado de Waitangi, por Marcus King (1975)

En los artículos 1 y 2 de este tratado se hace referencia al «Tino rangatiratanga». Sin embargo, dado que el tratado se escribió en las dos lenguas (maorí e inglés), dependiendo de cuál se lea, las interpretaciones pueden ser unas u otras.

Los Jefes de la Confederación de las Tribus Unidas de Nueva Zelanda y los Jefes separados e independientes que no se han convertido en miembros de la Confederación ceden a Su Majestad la Reina de Inglaterra absolutamente y sin reservas todos los derechos y poderes de Soberanía que dicha Confederación o Los Jefes individuales respectivamente ejercen o poseen, o se supone que deben ejercer o poseer sobre sus respectivos Territorios como los únicos soberanos de los mismos.
Artículo 1.º, Tratado de Waitangi.

En el texto en inglés del artículo 1 del tratado, los signatarios maoríes ceden su soberanía a la Corona británica. Para el texto maorí, ya que no había una traducción directa del maorí para la idea, se usó el neologismo misionero kawanatanga («gobernación») para expresar el concepto de soberanía.

Su Majestad la Reina de Inglaterra confirma y garantiza a los Jefes y Tribus de Nueva Zelanda, así como a sus respectivas familias e individuos, la posesión exclusiva e ininterrumpida de sus Pesquerías de Bosques de Tierras y Estados y otras propiedades que pueden poseer colectiva o individualmente durante tanto tiempo como es su deseo y el deseo de retener lo mismo en su poder; pero los Jefes de las Tribus Unidas y los Jefes individuales ceden a Su Majestad el derecho exclusivo de Prevención sobre las tierras en que sus propietarios pueden ser desalojados a los precios acordados entre los respectivos Propietarios y las personas designadas por Su Majestad Tratar con ellos en ese nombre.
Artículo 2.º, Tratado de Waitangi.

En el texto en inglés del artículo 2, los mismos firmantes tienen la seguridad de «posesión exclusiva y sin interrupciones de sus tierras y propiedades, bosques, pesquerías y otras propiedades» durante el tiempo que lo deseen. En la versión maorí, en cambio, los firmantes tienen la seguridad de que «su tino rangatiratanga» (soberanía) permanecerá inalterada sobre sus tierras, kainga (hogares) y otros taonga (tesoros, posesiones):

Ko te Kuini o Ingarani ka wakarite ka wakaae ki nga Rangitira ki nga hapu – ki nga tangata katoa o Nu Tirani te tino rangatiratanga o o ratou wenua o ratou kainga me o ratou taonga katoa. Otiia ko nga Rangatira o te wakaminenga me nga Rangatira katoa atu ka tuku ki te Kuini te hokonga o era wahi wenua e pai ai te tangata nona te Wenua – ki te ritenga o te utu e wakaritea ai e ratou ko te kai hoko e meatia nei e te Kuini hei kai hoko mona.
Artículo 2.º, Tratado de Waitangi (versión maorí)

## La bandera Tino rangatiratanga
La bandera homónima fue diseñada en 1990 por Hiraina Marsden, Jan Smith y Linda Munn. El diseño hace referencia a la leyenda de Rangi y Papa, que cuando se separaron, crearon el cielo, la tierra y el reino físico de la luz y el ser.
También se la conoce simplemente como la bandera maorí.
Tras varios años siendo usada por algunas asociaciones maoríes y en favor de una aprobación votada por 1.200 maoríes, el 14 de diciembre de 2009, el primer ministro neozelandés John Key y el ministro de asuntos maoríes Pita Sharples eligieron la bandera Tino rangatiratanga para ser izada anualmente el día de Waitangi (día nacional de Nueva Zelanda, 6 de febrero).